# Galleri Backlund

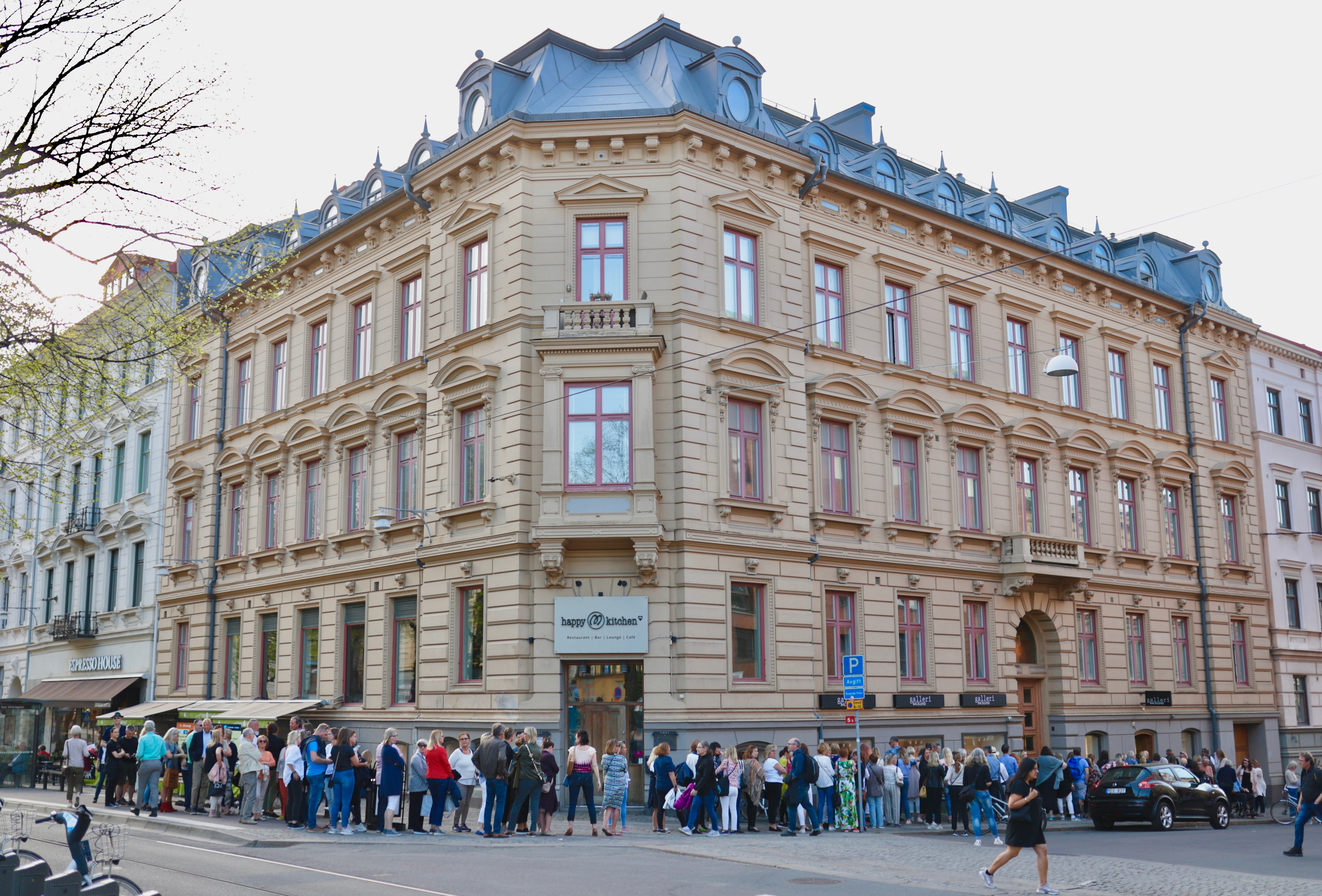
Galleri Backlund på Karl Gustavsgatan 13 i Vasastaden, Göteborg.

Galleri Backlund är ett konstgalleri i Vasastaden i Göteborg.
Galleriet startades av Lars Backlund 2007 och har bland annat ställt ut Odd Nerdrum, Kjell Engman, Madeleine Pyk, Anders Zorn, Caroline af Ugglas, Sara Granér m.fl. Hösten 2018 ställde artisten och konstnären Hurula ut sina målningar. Galleri Backlund anordnar sedan 2018 en årlig Vårsalong..